# Facultad de Ciencias Humanas (UNAL Bogotá)
La Facultad de Ciencias Humanas es una institución dedicada fundamentalmente a la enseñanza en el área de las ciencias humanas. La facultad pertenece a la Universidad Nacional de Colombia y junto con otras 10 facultades constituye la Sede Bogotá de dicha universidad.

## Historia
Inició como la Escuela Normal Superior, primera comunidad académica en ciencias sociales y humanas en el país y a partir de aquí entre 1944 y 1948 nacieron los institutos de Economía y Filosofía, y ocurrió la creación del instituto de Psicología aplicada el 20 de noviembre de 1947. En mayo de 1966 terminó un proceso de unificación de facultades iniciado en 1959 que cobijó en ese momento a 12 departamentos distintos. En 1984 el Departamento de Filología e Idiomas se dividió en 3 departamentos (carreras) distintas. Actualmente la facultad ofrece 13 programas curriculares de pregrado y 21 de posgrado.

## Programas Académicos

### Pregrado

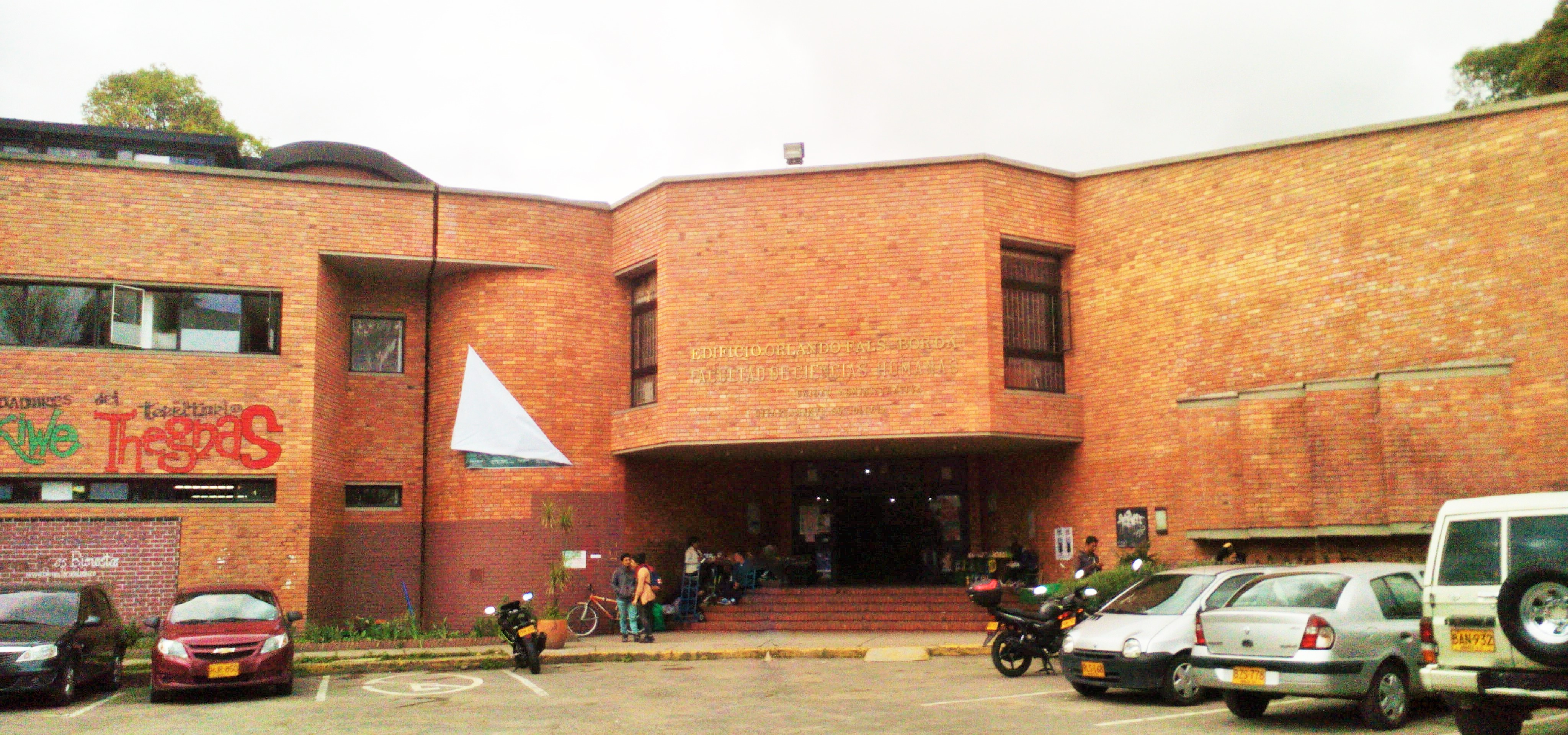
Edificio de Sociología, Orlando Fals Borda, en la Universidad Nacional de Colombia

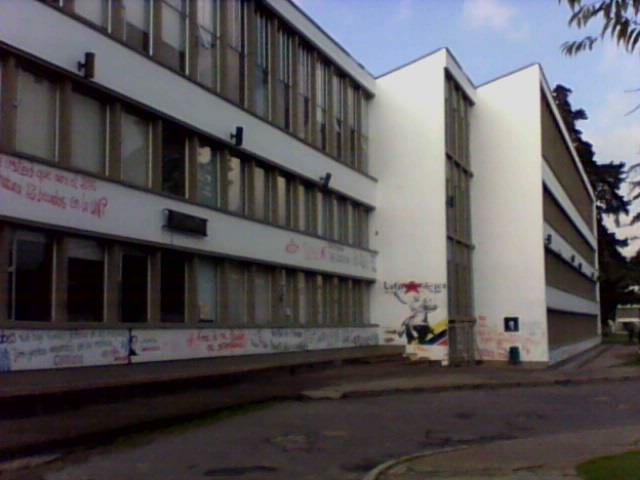
Universidad Nacional de Colombia. Aulas de Ciencias Humanas

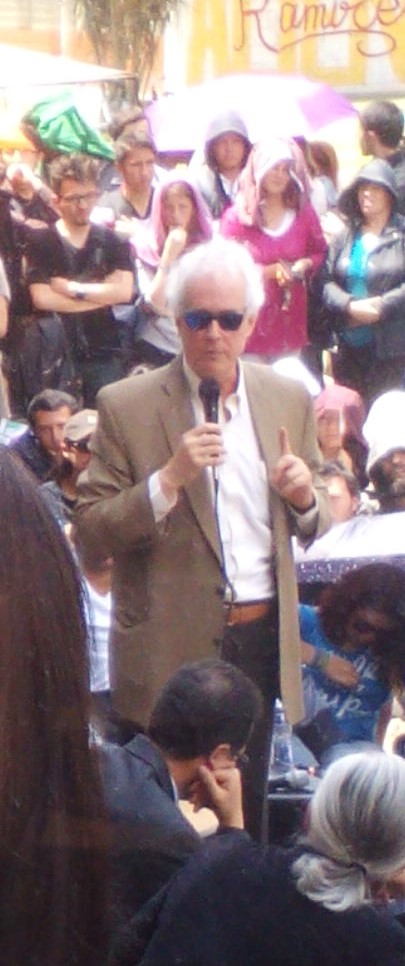
Decano de la Facultad de Ciencias Humanas de la Universidad Nacional de Colombia de 2014 a 2016

| Carrera                       | Código Snies | Unidad Académica Básica (UAB)       | Duración     |
| ----------------------------- | ------------ | ----------------------------------- | ------------ |
| Antropología                  | 13           | Departamento de Antropología        | 9 semestres  |
| Español y Filología Clásica   | 20490        | Departamento de Lingüística         | 8 semestres  |
| Filología e Idiomas (Alemán)  | 23           | Departamento de Lenguas Extranjeras | 10 semestres |
| Filología e Idiomas (Francés) | 23           | Departamento de Lenguas Extranjeras | 10 semestres |
| Filología e Idiomas (Inglés)  | 23           | Departamento de Lenguas Extranjeras | 10 semestres |
| Filosofía                     | 20           | Departamento de Filosofía           | 8 semestres  |
| Geografía                     | 3103         | Departamento de Geografía           | 9 semestres  |
| Historia                      | 21           | Departamento de Historia            | 8 semestres  |
| Literatura                    | 22           | Departamento de Literatura          | 8 semestres  |
| Lingüística                   | 16938        | Departamento de Lingüística         | 8 semestres  |
| Psicología                    | 14           | Departamento de Psicología          | 10 semestres |
| Sociología                    | 16           | Departamento de Sociología          | 8 semestres  |
| Trabajo Social                | 15           | Departamento de Trabajo Social      | 10 semestres |

### Posgrado

#### Especializaciones
- En Acción sin Daño y Construcción de Paz
- En Desarrollo de Proyectos con Perspectivas de Género
- En Análisis Espacial
- En Turismo, Ambiente y Territorio

#### Maestrías
- En Antropología
- En Comunicación y Medios
- En Estudios Literarios
- En Filosofía
- En Geografía
- En Historia
- En Lingüística
- En Psicología
- En Psicoanálisis, Subjetividad y Cultura
- En Sociología
- En Estudios Sociales de la Ciencia
- En Trabajo Social con énfasis en Familia y Redes Sociales
- En Educación
- En Estudios Culturales
- En Estudios de Género - Área Mujer y Desarrollo

#### Doctorados
- En Antropología
- En Ciencias Humanas y Sociales
- En Filosofía
- En Geografía
- En Historia
- En Psicología

## Unidades Académicas Adicionales
Algunos de los programas de posgrado son responsabilidad de entidades interdisciplinares de la facultad las cuales llevan a cabo fundamentalmente programas de investigación y extensión, aunque en muchas ocasiones también ofrecen cursos libres a los estudiantes de pregrado sobre las temáticas en las que se especializan. La facultad cuenta con cuatro, a saber:
- El Centro de Estudios Sociales (CES)
- El Instituto de Investigación en Educación (IEDU)
- La Escuela de Estudios de Género
- La Escuela de Estudios en Psicoanálisis y Cultura